# 小林勝 (音楽家)
小林勝（こばやし まさる、1967年12月9日 - ）は、東京都出身のベーシスト。血液型O型。既婚。
現在nilとザ・クロマニヨンズとTHE BLACK COMET CLUB BANDに所属しベースを担当。愛称はコビー。
好物は餃子。右腕のタトゥーはSADS時代に入れた物で「SADS THE ROSE GOD GAVE ME」と彫ってある（当時のSADSメンバー全員が同じタトゥーを入れた）。見た目とは反して丁重で人柄が良い性格。家族想い。
ピック、フィンガー、チョッパー、スラップ等をこなすマルチなベースプレイヤーである。

## 使用機材

### ベース
- フェンダー・ジャズベース
- フェンダー・プレシジョンベース

### アンプ
- ピーヴィー
- ハートキー
- マーシャル

### キャビネット
- アンペグ